# Thelepus parapari
Thelepus parapari — вид багатощетинкових червів родини Terebellidae.

## Таксономія
Thelepus parapari виокремлений у 2018 році з космополітичного виду Thelepus cincinnatus. Вид названий на честь іспанського вченого Хуліо Парапара з Університету Коруньї.

## Поширення
Вид поширений на заході Середземного моря. Трапляється лише на мілководді на глибині до 15 м.